# バーンラカム郡
バーンラカム郡（バーンラカムぐん）は、タイ中部・ピッサヌローク県の郡（アムプー）である。

## 行政区分
郡は11のタムボンに分かれ、さらにその下位に135の村（ムーバーン）がある。
- タムボン・バーンラカム・・・ตำบลบางระกำ
- タムボン・パクラート・・・ตำบลปลักแรด
- タムボン・パンサオ・・・ตำบลพันเสา
- タムボン・ワンイトク・・・ตำบลวังอิทก
- タムボン・ブンコーク・・・ตำบลบึงกอก
- タムボン・ノーンクァー・・・ตำบลหนองกุลา
- タムボン・シュムサーンソンカーム・・・ตำบลชุมแสงสงคราม
- タムボン・ニコンパトタナー・・・ตำบลนิคมพัฒนา
- タムボン・ボートーン・・・ตำบลบ่อทอง
- タムボン・ターガーンガーム・・・ตำบลท่านางงาม
- タムボン・コーイムーン・・・ตำบลคุยม่วง